# Bart Verschaffel

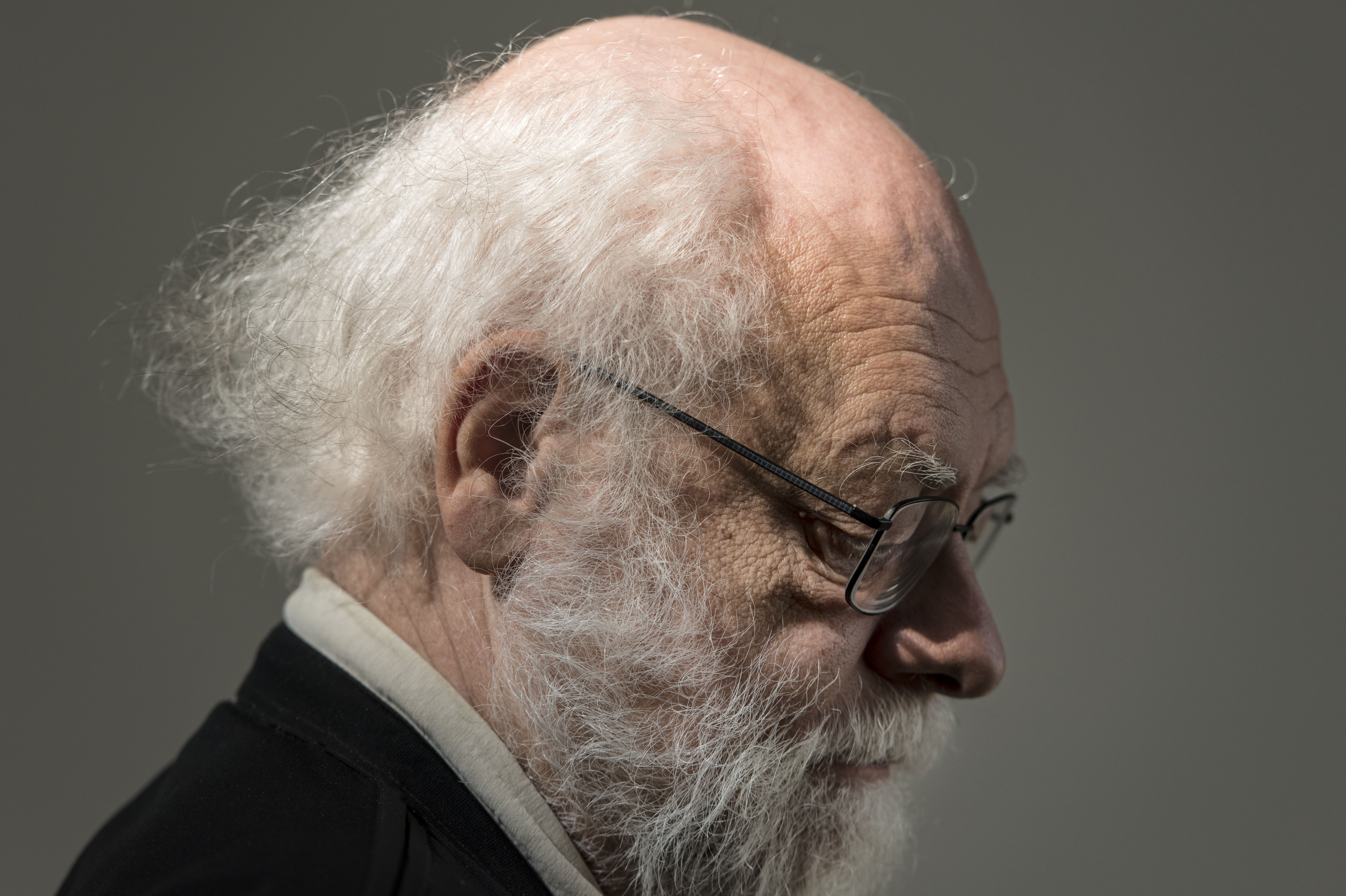
Bart Verschaffel (sept. 2020).

Bart Verschaffel (Eeklo, 1956) is een Belgisch kunst- en architectuurtheoreticus en criticus. 

## Loopbaan
Verschaffel studeerde wijsbegeerte en middeleeuwse studies aan de KU Leuven, en doctoreerde in 1985 met de studie: 'Tonen, Wijzen, Tekst. Over historisch realisme en historische intelligibiliteit'.
Hij was verbonden aan EHSAL, KU Leuven, UIA en de Rijksakademie van beeldende kunsten, en vanaf 2009 tot 2021 gewoon hoogleraar aan Universiteit Gent, Vakgroep Architectuur & Stedenbouw, waar hij architectuurtheorie en architectuurkritiek heeft gedoceerd. 
Hij publiceert op het gebied van de geschiedtheorie, cultuurfilosofie, esthetica, en de beeldende kunst. 
Verschaffel was sedert de oprichting in 2017 tot oktober 2024 verantwoordelijk voor het kunstencentrum VANDENHOVE Centrum van de Universiteit Gent, dat de kunstcollectie van Charles Vandenhove beheert.
Hij was samen met Lieven De Cauter verantwoordelijk voor het controversieel cultuurprogramma Container van de BRT in 1989, en realiseerde als scenarist met Jef Cornelis televisiefilms over Belgische kunstenaars: 'Dames en heren, Jan Fabre!' (1990), 'The Music Box: De Braekeleer, Ensor, Magritte, Vercruysse' (1993), 'Les Vacances de Monsieur Mag (René Magritte)' (1994), ‘C'est moy que je peins. Thierry De Cordier / Antoine Wiertz' (1995), Les Vacances de Monsieur Mag. Over René Magritte (1995), ‘Een weekend met Mijnheer Magritte’ (de amateurfilmpjes van René Magritte) (1997). 
Bart Verschaffel was mede-curator van de tentoonstellingen Piranesi. De prentencollectie van de Universiteit Gent in het Museum voor Schone Kunsten (Gent) (2008/9), b0b Van Reeth, architect, in BOZAR (2013), en 'Rose, rose, rose à mes yeux'. James Ensor en het stilleven in België 1830-1930 in Mu.ZEE in Oostende. Hij was verantwoordelijk voor het luik Vertoog & Literatuur van Antwerpen 93 Europese Culturele Hoofdstad.
Bart Verschaffel ontving de Cultuurprijs van de Vlaamse gemeenschap: Kunstkritiek (2002). Hij is lid van de Koninklijke Vlaamse Academie van België voor Wetenschappen en Kunsten – klasse van de
Kunsten sinds 2010.

## Belangrijkste monografische publicaties
- De glans der dingen. Studies en kritieken over kunst en cultuur (Mechelen,1989)
- Rome/Over theatraliteit (Mechelen, 1990)
- Figuren/essays (Leuven/Amsterdam, 1995)
- Architecture is (as) a Gesture (Luzern, 2001); Architektur als Geste (Luzern, 2001)
- À propos de Balthus. Le Roi des Chats, Le regard sondeur (Gent, 2005)
- (met M. Van den Driessche e.a.) De School als Ontwerpopgave (Gent, 2006)
- Van Hermes en Hestia. Teksten over architectuur (Gent, 2006, tweede vermeerderde uitgave in druk, 2010)
- Nature morte, portrait, paysage. Essais sur les genres en peinture (Brussel, 2007)
- Een god is vele dieren : essays over het werk van Jan Fabre (1988-2010) (Amsterdam, 2010)
- De zaak van de kunst. Over kennis, kritiek en schoonheid (Gent, 2011)
- (met C. Van Gerrewey) bOb Van Reeth : Architect (Brussel, 2013)
- Charles Vandenhove: Architecture/Architectuur 1954-2014 (Tielt, 2014),
- Mock Humanity! Two Essays on James Ensor’s Grotesques (Gent, 2018)
- What Is Real? What Is True? Picturing Figures and Faces (Gent, 2021)
- What Artistry Can Do : Essays on Art and Beauty (Edinburgh, 2022)
- Gezien de verte. Glossen bij kunst en esthetiek (Gent, 2025)

- Biblioteca Nacional de España: XX5134906
- Bibliothèque nationale de France: cb13524890t (data)
- Digitale Bibliotheek voor de Nederlandse Letteren: vers077
- Gemeinsame Normdatei: 133561089
- International Standard Name Identifier: 0000 0000 5511 9288
- Library of Congress Control Number: n94080904
- Nationale Bibliotheek van Tsjechië: jo20241225864
- Nationale Bibliotheek van Israël: 987007369389705171
- Nederlandse Thesaurus van Auteursnamen: 074370014
- Système universitaire de documentation: 050328727
- Virtual International Authority File: 266124078
- WorldCat: E39PBJkT7TBxtHP8Ppxmymf6rq